# 米蘭女排俱樂部
米蘭女排俱乐部（英語：Allianz Vero Volley Milano），簡稱米蘭（英語：Vero Volley Milano），是一間位於義大利蒙札的女排俱樂部，成立於1981年，為現時世界頂尖的女子排球俱樂部之一。
球隊前稱蒙扎（Monza），2022年改名為米蘭（Milano）。
2013年，球隊更名為Pro Victoria Pallavolo，並在2013-14賽季首次奪得意甲A2冠軍，但在升級賽的最後系列賽中慘敗。 2015-16賽季，以第三名結束常規賽後，在決賽中擊敗特倫蒂諾羅莎贏得附加賽，從而晉級2016-17賽季A1聯賽。 2017-18賽季，球隊首次晉級義大利盃，進入半決賽。 2020-21賽季首次參加義大利超級杯。

## 球隊历史名称
| 年        | 名称                       |
| --------- | -------------------------- |
| 1981–2008 | Pro Victoria Pallavolo     |
| 2008–2021 | Saugella Team Monza        |
| 2021–2022 | Vero Volley Monza          |
| 2022–2023 | Vero Volley Milano         |
| 2023–2024 | Allianz Vero Volley Milano |
| 2024–     | Numia Vero Volley Milano   |

## 球隊名單
球員名單 - 2024/2025賽季
| 球衣號                                              | 球员                  | 生日           | 身高 (m) | 位置     |
| --------------------------------------------------- | --------------------- | -------------- | -------- | -------- |
| 1                                                   | 海倫娜·卡佐特         | 1997年12月17日 | 1.84     | 主攻     |
| 2                                                   | 茱麗葉·格林           | 2001年11月2日  | 1.62     | 自由球員 |
| 4                                                   | 拉多斯蒂娜·馬裡諾娃   | 1998年10月2日  | 1.86     | 接應二傳 |
| 5                                                   | 勞拉·海爾曼           | 1993年5月17日  | 1.909    | 副攻     |
| 7                                                   | 埃莱娜·彼得里尼       | 2000年3月17日  | 1.86     | 主攻     |
| 8                                                   | 阿莱西娅·奥罗         | 1998年7月18日  | 1.80     | 二傳     |
| 11                                                  | 安娜·达尼西           | 1996年4月20日  | 1.96     | 副攻     |
| 12                                                  | 蘭普里尼·康斯坦丁尼杜 | 1996年9月16日  | 1.84     | 二傳     |
| 13                                                  | 福留慧美              | 1997年11月23日 | 1.62     | 自由球員 |
| 14                                                  | 海娜·庫爾塔吉奇       | 2004年8月27日  | 1.95     | 副攻     |
| 17                                                  | 米莉安·塞拉           | 1995年8月1日   | 1.84     | 主攻     |
| 18                                                  | 寶拉·艾格努           | 1998年12月18日 | 1.93     | 接應二傳 |
| 19                                                  | 妮卡·達爾德羅普       | 1998年11月29日 | 1.90     | 主攻     |
| 總教練： 斯提凡諾·拉瓦里尼 助理教練： Luca Bucaioni |                       |                |          |          |

## 知名球员
- 泰朵莉·迪克森（2017－2018）
- 米夏·漢考克（2017－2019）
- 瑞秋·亞當斯（2018－2019）
- 安妮·布伊斯（2018－2019）
- 漢娜·奧思曼（2017－2021）
- 凱瑟琳·普魯默（2019－2020）
- 弗洛爾切·梅耶內斯（2019－2021）
- 勞拉·海爾曼（2019－2021）
- 莉絲·范·赫克（2020－2022）
- 布蘭克莎·米赫露域（2021）
- 瑪格達萊娜·斯蒂亞克（2021－2023）
- 达娜·雷特克（2022－）
- 喬丹·拉爾森（2022－2023）
- 喬丹·湯普森（2022－2023）
- 喬凡娜·史提凡洛域（2022－2023）
- 妮卡·達爾德羅普（2023－）
- 勞拉·海爾曼（2023－）
- 布蘭達·卡斯蒂略（2023－2024）
- 特奧多拉·普希奇（2023－2024）
- 卡拉·巴傑馬（2023－2024）

## 主要成绩

### 国际赛事
- CEV女排盃
  -  冠军（1）：2021

- 歐洲女排挑戰盃
  -  冠军（1）：2019

### 国内赛事
- 義大利女子甲組排球联赛: 
  -  亞军（2）: 2022、2023
  -  季军（1）: 2021

- 意大利女排杯: 
  -  亞军（1）: 2023
  -  季军（3）: 2018、2020、2021